# Det egentliga Västerbotten
Det Egentliga Västerbotten (Complete Discography 94-97) är en samlingsskiva med Umeåbandet Final Exits alla studioinspelningar, utgivet som CD (MOFAB003) av MOFAB 2007 och sedan som dubbel-LP med en bonus-DVD med konsertmaterial (MON017) av Monument Records 2009. MOFAB är ett skivbolag i Umeå som drivs av sångaren David Sandströms föräldrar och som ger ut skivor med sin sons musik. Monument Records är ett skivbolag i Trollhättan som huvudsakligen ger ut Vegan Straight Edge-hardcore.

## Låtlista
1. Straight Edge Terror Force
2. Proficiency
3. Punk Enough
4. Majvy Rosén
5. And Never Again
6. Wall Of Death
7. 17 Scoops
8. What If?
9. Roles And Rules
10. You Suck
11. Oil Unit Corps God Country
12. Not A Punkrock Song
13. Of Violence And Conformity
14. Bent Out Of Shape
15. True Til Maturity II
16. Better Than Who Crew?
17. Bomb Victim
18. Emptiness A Virtue
19. Wife And Kids And Television Grave
20. Built To Last
21. Majvy Rosén (Instrumental)
22. Umeå Hardcore
23. Blood
24. I Do Believe In The USA
25. Fuck You Cowboy
26. Spänningen Släpper
27. Sing Along
28. Revenge
29. True Til Maturity
30. Talk Behind My Back
31. Flame Of My Conviction
32. This Time
33. Respect
34. NC-SXE
35. Scene Pride
36. One Weak Link
37. Wedge Of Ignorance
38. Higher Form Of Killing
39. Purpose
40. Molded
41. Mutilated Scumbag
42. The Beginning
43. Mutilated Scumbag